# Arbanitis robertcollinsi
Arbanitis robertcollinsi är en spindelart som beskrevs av Raven och Wishart 2006. Arbanitis robertcollinsi ingår i släktet Arbanitis och familjen Idiopidae.
Artens utbredningsområde är Queensland. Inga underarter finns listade i Catalogue of Life.